# 머쉬베놈
이태민(1994년 6월 20일~)은 예명 머쉬베놈(MUSHVENOM)으로 더 잘 알려진 대한민국의 래퍼이다. 2019년에 《쇼미더머니8》에 출연하여 화제가 되었고, 데뷔 싱글 "왜 이리 시끄러운 것이냐"는 평론가들의 호평을 받았다. 2020년에 《쇼미더머니9》에 출연하여 준우승을 기록했다. 여기에서 발매한 싱글 "VVS"는 가온 디지털 차트 1위를 기록했고, 한국 힙합 어워즈 올해의 힙합 트랙을 수상했다.

## 생애
이태민은 1994년 6월 20일에 대전광역시 대덕구에서 태어났다. 고등학교 2학년 때 음악을 취미로 시작했다.
예명을 "머쉬베놈"이라고 지은 이유는 발음이 "멋이 밴 놈"과 비슷하기 때문이다.

## 학력
- 석봉초등학교 (졸업)
- 대전대청중학교 (졸업)
- 동아마이스터고등학교 (졸업)
- 국제예술대학교 실용음악과 (전문학사)[1]

## 경력

### 2019: 《쇼미더머니8》 출연과 "왜 이리 시끄러운 것이냐"
머쉬베놈은 2019년 7월에 《쇼미더머니8》에 출연하여 화제가 되었고, 6차 예선(프로듀서 크루 배틀)에서 탈락했다. 9월에 데뷔 싱글 "왜 이리 시끄러운 것이냐"를 발매했고, 이는 한국대중음악상 최우수 힙합 노래와 한국 힙합 어워즈 올해의 힙합 트랙 후보에 올랐다. 11월에 싱글 "알려 좀 주쇼"를 발매했고, 이는 <음악취향Y>의 2019 올해의 싱글 목록에서 6위를 기록했다. 12월에 싱글 "버르장멋"을 발매했고, 이는 한국대중음악상 최우수 힙합 노래 후보에 올랐다.

### 2020: 《쇼미더머니9》 출연과 "VVS"
머쉬베놈은 2020년에 《쇼미더머니9》에 출연하여 미란이, 먼치맨, 쿤디판다와 같이 싱글 "VVS"를 발매했다. 이는 가온 디지털 차트 7주 연속 1위와 한국 힙합 어워즈 올해의 힙합 트랙 수상을 달성하면서 머쉬베놈의 노래 중 가장 성공한 싱글이 되었다. 싱글 "부어라 비워라", "고독하구만", "가다", "여백의 미"도 화제가 되었으며, 최종 2위로 마무리했다. <음악취향Y>의 2020 올해의 신인 목록에서 2위를 기록했다.

## 예술성
머쉬베놈은 "유머러스한 가사와 재치 넘치는 라임 그리고 무엇보다 귀를 사로잡는 충청도식 억양"으로 잘 알려져 있다. 그는 <인벤>과의 인터뷰에서 가족에게 많은 영향을 받았다고 밝혔다. 또한 태조 왕건 같은 드라마와 영화, 개그 프로그램 등 예능 프로그램에서도 영향을 받았다.

## 음반 목록

### 싱글
| 제목                                                 | 연도 | 차트 최고 순위 | 인증             | 음반                      |
| 제목                                                 | 연도 | KOR            | 인증             | 음반                      |
| ---------------------------------------------------- | ---- | -------------- | ---------------- | ------------------------- |
| "왜 이리 시끄러운 것이냐"                            | 2019 | —              |                  | 비음반 싱글               |
| "알려 좀 주쇼"                                       | 2019 | —              |                  | 비음반 싱글               |
| "버르장멋"                                           | 2019 | —              |                  | 비음반 싱글               |
| "왔다"                                               | 2020 | —              |                  | 비음반 싱글               |
| "보자보자"                                           | 2020 | —              |                  | 비음반 싱글               |
| "VVS" (with 미란이, 먼치맨, 쿤디판다 feat. 저스디스) | 2020 | 1              | - KMCA: 플래티넘 | <쇼미더머니 9 Episode 1>  |
| "부어라 비워라"                                      | 2020 | 29             |                  | <쇼미더머니 9 Episode 3>  |
| "고독하구만" (Feat. 수퍼비)                          | 2020 | 21             |                  | <쇼미더머니 9 Semi Final> |
| "가다" (Feat. 사이먼 도미닉, 더 콰이엇)              | 2020 | 42             |                  | <쇼미더머니 9 Final>      |
| "여백의 미" (Feat. 제시, 저스디스)                   | 2020 | 32             |                  | <쇼미더머니 9 Final>      |
| "옜다" (with 저스디스)                               | 2021 | 74             |                  | <굴젓>                    |
| "안될 것도 되게 하래서 되게 했더니만 됐다고 하네"    | 2022 | —              |                  | 발표 예정                 |

## 출연 작품

### TV
| 연도 | 제목          | 역할   | 각주   |
| ---- | ------------- | ------ | ------ |
| 2019 | <쇼미더머니8> | 참가자 | [ 19 ] |
| 2020 | <쇼미더머니9> | 참가자 | [ 12 ] |

## 수상 및 후보
| 시상식           | 연도 | 후보                      | 부문                 | 결과 | 각주   |
| ---------------- | ---- | ------------------------- | -------------------- | ---- | ------ |
| 멜론 뮤직 어워드 | 2021 | "VVS"                     | 올해의 노래          | 후보 | [ 20 ] |
| 한국대중음악상   | 2020 | "왜 이리 시끄러운 것이냐" | 최우수 랩&힙합 노래  | 후보 | [ 6 ]  |
| 한국대중음악상   | 2021 | "버르장멋"                | 최우수 랩&힙합 노래  | 후보 | [ 9 ]  |
| 한국 힙합 어워즈 | 2020 | 머쉬베놈                  | 올해의 신인 아티스트 | 후보 | [ 7 ]  |
| 한국 힙합 어워즈 | 2020 | "왜 이리 시끄러운 것이냐" | 올해의 힙합 트랙     | 후보 | [ 7 ]  |
| 한국 힙합 어워즈 | 2021 | "VVS"                     | 올해의 힙합 트랙     | 수상 | [ 11 ] |
| 한국 힙합 어워즈 | 2021 | "VVS"                     | 올해의 콜라보레이션  | 후보 | [ 21 ] |